# BWF Super Series 2011
Die BWF Super Series 2011 waren die fünfte Saison der BWF Super Series im Badminton. Die Serie begann mit den Malaysia Open am 18. Januar 2011 und endete mit der China Open Super Series Premier am 27. November. Zum Abschluss wurde das BWF Super Series Finale ausgetragen.

## Turnierplan
| Nr. | Offizieller Titel                | Austragungsort                      | Stadt             | Datum         | Datum         | Preisgeld US-Dollar | Bericht |
| Nr. | Offizieller Titel                | Austragungsort                      | Stadt             | Start         | Ende          | Preisgeld US-Dollar | Bericht |
| --- | -------------------------------- | ----------------------------------- | ----------------- | ------------- | ------------- | ------------------- | ------- |
| 1   | Malaysia Open Super Series       | Stadium Putra                       | Kuala Lumpur      | 18. Januar    | 23. Januar    | 400.000             | Bericht |
| 2   | Korea Open Super Series Premier  | Seoul National University Gymnasium | Seoul             | 25. Januar    | 30. Januar    | 1.200.000           | Bericht |
| 3   | All England Super Series Premier | National Indoor Arena               | Birmingham        | 8. März       | 13. März      | 350.000             | Bericht |
| 4   | India Super Series               | Siri Fort Sports Complex            | Neu-Delhi         | 26. April     | 1. Mai        | 200.000             | Bericht |
| 5   | Singapore Super Series           | Singapore Indoor Stadium            | Singapur          | 14. Juni      | 19. Juni      | 200.000             | Bericht |
| 6   | Indonesia Super Series Premier   | Gelora-Bung-Karno-Stadion           | Jakarta           | 21. Juni      | 26. Juni      | 600.000             | Bericht |
| 7   | China Masters Super Series       | Xincheng Gymnasium                  | Changzhou         | 13. September | 18. September | 200.000             | Bericht |
| 8   | Japan Super Series               | Tokyo Metropolitan Gymnasium        | Tokio             | 20. September | 25. September | 200.000             | Bericht |
| 9   | Denmark Super Series Premier     | Odense Idrætshal                    | Odense            | 18. Oktober   | 23. Oktober   | 350.000             | Bericht |
| 10  | French Super Series              | Stade Pierre de Coubertin           | Paris             | 25. Oktober   | 30. Oktober   | 200.000             | Bericht |
| 11  | Hong Kong Super Series           | Hong Kong Coliseum                  | Hongkong          | 15. November  | 20. November  | 250.000             | Bericht |
| 12  | China Open Super Series Premier  | Yuan Shen Gymnasium                 | Pudong, Shanghai  | 22. November  | 27. November  | 350.000             | Bericht |
| 13  | BWF Super Series Finals          | Lizhou                              | Li Ning Gymnasium | 14. Dezember  | 18. Dezember  | 500.000             | Bericht |

## Sieger
| Veranstaltung | Herreneinzel  | Dameneinzel              | Herrendoppel                        | Damendoppel                  | Mixed                                       |
| ------------- | ------------- | ------------------------ | ----------------------------------- | ---------------------------- | ------------------------------------------- |
| Malaysia      | Lee Chong Wei | Wang Shixian             | Chai Biao Guo Zhendong              | Tian Qing Zhao Yunlei        | He Hanbin Ma Jin                            |
| Korea         | Lin Dan       | Wang Yihan               | Jung Jae-sung Lee Yong-dae          | Wang Xiaoli Yu Yang          | Zhang Nan Zhao Yunlei                       |
| All England   | Lee Chong Wei | Wang Shixian             | Mathias Boe Carsten Mogensen        | Wang Xiaoli Yu Yang          | Xu Chen Ma Jin                              |
| Indien        | Lee Chong Wei | Porntip Buranaprasertsuk | Hirokatsu Hashimoto Noriyasu Hirata | Miyuki Maeda Satoko Suetsuna | Tontowi Ahmad Liliyana Natsir               |
| Singapur      | Chen Jin      | Wang Xin                 | Cai Yun Fu Haifeng                  | Tian Qing Zhao Yunlei        | Tontowi Ahmad Liliyana Natsir               |
| Indonesien    | Lee Chong Wei | Wang Yihan               | Cai Yun Fu Haifeng                  | Wang Xiaoli Yu Yang          | Zhang Nan Zhao Yunlei                       |
| China Masters | Chen Long     | Wang Shixian             | Jung Jae-sung Lee Yong-dae          | Xia Huan Tang Jinhua         | Xu Chen Ma Jin                              |
| Japan         | Chen Long     | Wang Yihan               | Cai Yun Fu Haifeng                  | Bao Yixin Zhong Qianxin      | Chen Hung-ling Cheng Wen-hsing              |
| Dänemark      | Chen Long     | Wang Xin                 | Jung Jae-sung Lee Yong-dae          | Wang Xiaoli Yu Yang          | Joachim Fischer Nielsen Christinna Pedersen |
| Frankreich    | Lee Chong Wei | Wang Xin                 | Jung Jae-sung Lee Yong-dae          | Wang Xiaoli Yu Yang          | Joachim Fischer Nielsen Christinna Pedersen |
| Hongkong      | Lin Dan       | Wang Xin                 | Fu Haifeng Cai Yun                  | Yu Yang Wang Xiaoli          | Zhang Nan Zhao Yunlei                       |
| China Open    | Lin Dan       | Wang Yihan               | Mathias Boe Carsten Mogensen        | Wang Xiaoli Yu Yang          | Zhang Nan Zhao Yunlei                       |
| Finale        | Lin Dan       | Wang Yihan               | Mathias Boe Carsten Mogensen        | Wang Xiaoli Yu Yang          | Zhang Nan Zhao Yunlei                       |